# Гнездо горлицы
«Гнездо горлицы» (укр. Гніздо горлиці) — украинская драма 2016 года режиссёра Тараса Ткаченко. Украинская премьера фильма состоялась 10 ноября 2016 года.

## Сюжет
Работа Дарины в итальянской семье была бы невыносимой, если бы не сын старой синьоры, Алессандро. У каждого из них есть свое прошлое, которое не отпускает, но тепло и искренность привлекают их друг к другу. По возвращении в 

## Создатели фильма

### Съёмочная группа
- Режиссёр — Тарас Ткаченко
- Оператор — Александр Земляной
- Сценарист — Василий Мельник, Тарас Ткаченко
- Композитор — Стефано Лентини
- Продюсер — Владимир Филиппов

### В ролях
- Римма Зюбина — Дарина
- Виталий Линецкий — Дмитрий
- Александра Сизоненко — Мирослава
- Николай Боклан — Юрко
- Наталья Васько — Галя
- Пьер Фереро — любовник Гали
- Максим Канюка — Михаил
- Мауро Чиприани — Алесандро
- Сильвия Рубино — жена Алессандро
- Лина Бернарди — Виттория

## Съёмки
Съёмки фильма проходили в основном в Украине, в городке Вижница, селе Виженка, городе Черновцы, а также в Генуе (Италия). В 2014 году съёмки фильма пришлось прервать почти на полтора года в связи с финансовыми проблемами. К моменту возобновления съёмок погибает Виталий Линецкий, из-за смерти исполнителя роли главного героя финал картины был полностью переписан.

## Награды и номинации
| Нагороди та номінації фільму «Гніздо горлиці» | Нагороди та номінації фільму «Гніздо горлиці»     | Нагороди та номінації фільму «Гніздо горлиці» | Нагороди та номінації фільму «Гніздо горлиці» | Нагороди та номінації фільму «Гніздо горлиці» | Нагороди та номінації фільму «Гніздо горлиці» |
| Год                                           | Кинопремия / Кинофестиваль                        | Категория / Награда                           | Номинант                                      | Результат                                     |                                               |
| --------------------------------------------- | ------------------------------------------------- | --------------------------------------------- | --------------------------------------------- | --------------------------------------------- | --------------------------------------------- |
| 2016                                          | Одесский международный кинофестиваль              | Гран-при                                      | «Гнездо горлицы»                              | Номинация                                     |                                               |
| 2016                                          | Одесский международный кинофестиваль              | Лучший полнометражный украинский фильм        | «Гнездо горлицы»                              | Победа                                        |                                               |
| 2016                                          | Международный кинофестиваль Мангейм — Гейдельберг | Приз экуменистического жюри                   | «Гнездо горлицы»                              | Победа                                        |                                               |
| 2016                                          | Международный кинофестиваль Мангейм — Гейдельберг | Special Achievement Award                     | Рима Зюбина                                   | Победа                                        |                                               |
| 2017                                          | «Золота дзиґа»                                    | Лучший фильм                                  | «Гнездо горлицы»                              | Победа                                        |                                               |
| 2017                                          | «Золота дзиґа»                                    | Лучший режиссёр                               | Тарас Ткаченко                                | Победа                                        |                                               |
| 2017                                          | «Золота дзиґа»                                    | Лучший актёр                                  | Виталий Линецкий (посмертно)                  | Победа                                        |                                               |
| 2017                                          | «Золота дзиґа»                                    | Лучшая актриса                                | Римма Зюбина                                  | Победа                                        |                                               |
| 2017                                          | «Золота дзиґа»                                    | Лучший актёр второго плана                    | Микола Боклан                                 | Победа                                        |                                               |
| 2017                                          | «Золота дзиґа»                                    | Лучшая актриса второго плана                  | Наталья Васько                                | Победа                                        |                                               |
| 2017                                          | «Золота дзиґа»                                    | Лучший сценарий                               | Тарас Ткаченко                                | Номинация                                     |                                               |
| 2017                                          | «Золота дзиґа»                                    | Лучший художник-постановник                   | Игорь Филиппов                                | Номинация                                     |                                               |